# Maria Zuba
Maria Zuba (sinh ngày 6 tháng 4 năm 1951 tại Suchedniów) là một chính khách người Ba Lan. Bà được bầu vào Sejm vào ngày 25 tháng 9 năm 2005, nhận được 3397 phiếu bầu tại khu vực bầu cử Kielce với tư cách là ứng cử viên đại diện cho đảng Luật pháp và Công lý.